# 伊利 (明尼蘇達州彭寧頓縣)
伊利（英語：Erie）是位於美國明尼蘇達州彭寧頓縣的一個非建制地區。

## 歷史
伊利得名自賓夕法尼亞州城市伊利。伊利的郵局於1905年設立，其後於1938年停運。

## 地理
伊利所處的海拔為高於海平面357米（即1171英呎），而該地所採用的時區為UTC-6，即北美中部時區（CST）。同時該地設有夏令時間，為UTC-6調快一小時，即UTC-5（CDT）。